# Veliki Vitao
Veliki Vitao – szczyt w paśmie Bioć/Maglić/Volujak/Vlasulja, w Górach Dynarskich. Leży w Czarnogórze, blisko granicy z Bośnią i Hercegowiną. Jest to najwyższy szczyt pasma Bioć/Maglić/Volujak/Vlasulja. 